# Banc de Serrana
Pour les articles homonymes, voir Serrana (homonymie).
Le banc de Serrana (en espagnol : banco Serrana) est un atoll de la mer des Caraïbes faisant partie de l'archipel de San Andrés, Providencia et Santa Catalina, administré par la Colombie.

## Cayes

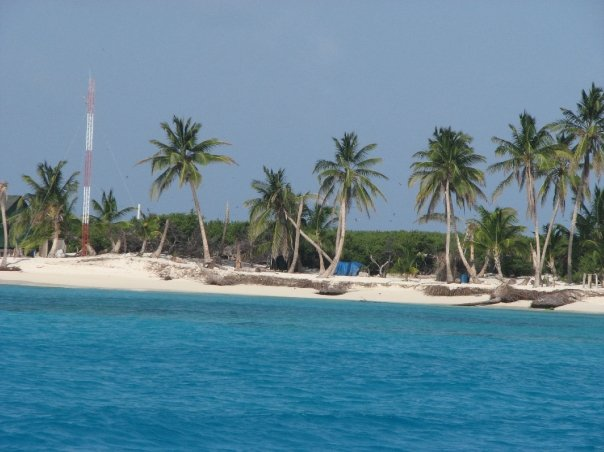
Serrana

Six cayes de sable composent le banc de Serrana :
- Southwest Cay (500 x 200 mètres) ;
- South Cay (150 x 25 mètres) ;
- Little Cay (moins de 100 mètres de diamètre) ;
- Narrow Cay ;
- East Cay ;
- North Cay.

## Caractéristiques
L'ensemble du banc de Serrana a une longueur maximale de 37 km et une largeur maximale de 30 km.

## Histoire
Bien que revendiqué par la Colombie, le territoire a été occupé par les États-Unis jusqu'en 1981, puis rendu à la Colombie.
L'île est supposée avoir accueilli Pedro Serrano, marin espagnol qui y serait resté bloqué sept ou huit ans dans les années 1520, et dont elle aurait gardé le nom.